# 미즈노 다다모리
미즈노 다다모리(일본어: 水野忠守, 1525년 ~ 1600년 5월 10일)는 센고쿠 시대부터 아즈치모모야마 시대까지의 무장이다.
미즈노 다다마사의 아들로서 형제는 미즈노 노부모토, 미즈노 다다시게, 오다이노가타 등이 있다. 자식은 다다모토 등이 있다.